# 斯沙蘭伯峰
46°48′3.5″N 10°24′48″E / 46.800972°N 10.41333°E

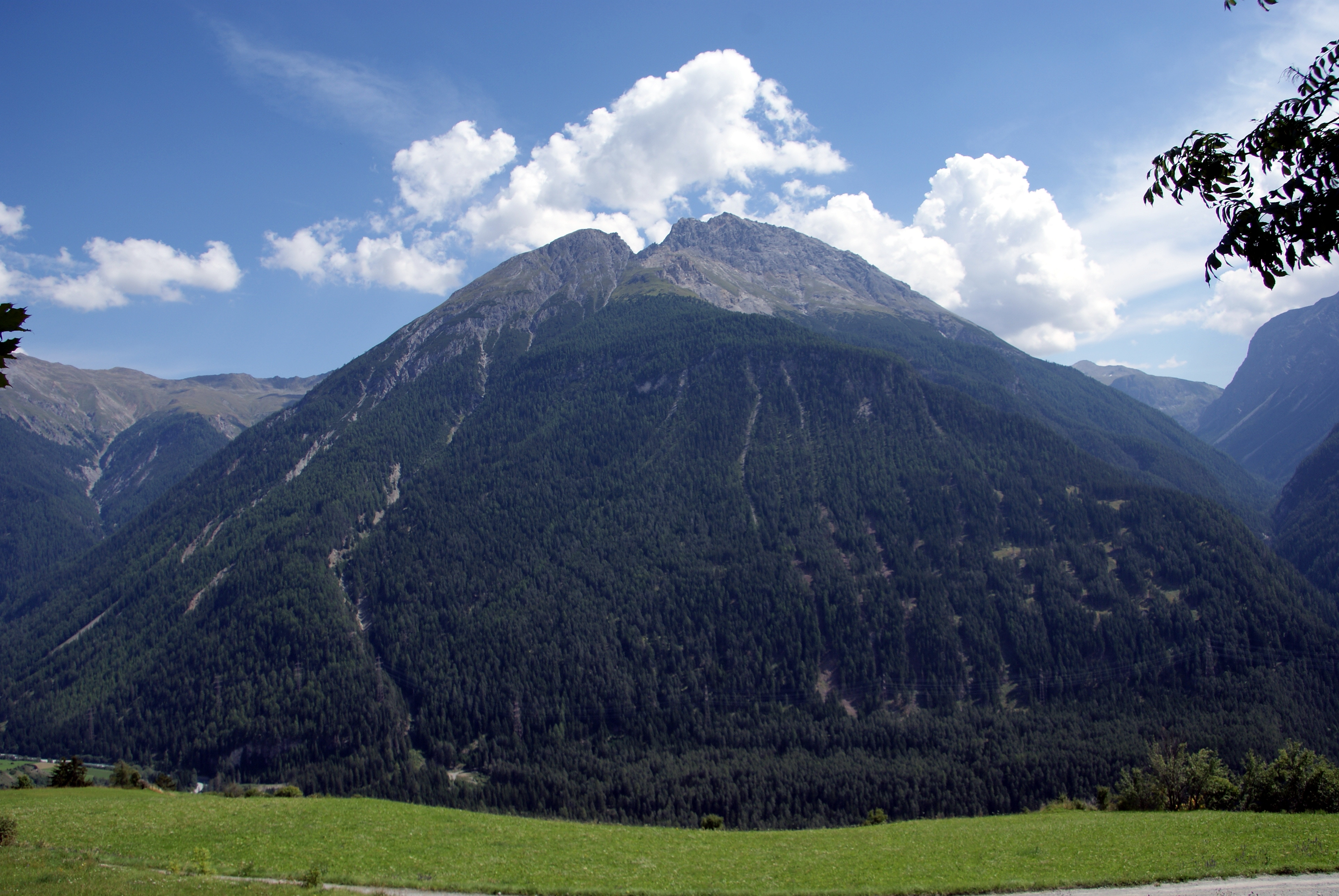

斯沙蘭伯峰（Piz S-chalambert Dadaint），是瑞士的山峰，位於該國東南部，由格勞賓登州負責管轄，屬於塞斯文納山脈的一部分，海拔高度3,031米，每年平均降雨量1,367毫米。